# Ahmed Qurei
Ahmed Ali Mohammed Qurei (o Qureia; أحمد علي محمد قريع, Ahmad ʿAlī Muḥammad Qurayʿ; Abu Dis, Mandato británico de Palestina; 26 de marzo de 1937-Ramala, Palestina; 22 de febrero de 2023), también conocido en árabe kunya como Abu Alaa (أبو علاء, Abū ʿAláʾ) fue un político palestino. Fue el primer ministro de la Autoridad Nacional Palestina. Llegó al cargo en octubre de 2003, y lo abandonó el 26 de enero de 2006 tras la derrota del partido Fatah en las elecciones legislativas palestinas de 2006. Se mantuvo en el puesto con carácter provisional hasta el 19 de febrero, cuando tuvo éxito sobre Ismail Haniya. Durante su período como primer ministro, también ha tenido responsabilidad en los asuntos de seguridad. Anteriormente ejerció como vocero del Consejo Legislativo Palestino y ocupó una variedad de puestos importantes dentro de la Organización para la Liberación de Palestina (OLP) desde la década de 1970.

## Carrera política inicial
Qurei nació en Abu Dis (cerca de Jerusalén), Palestina británica, en 1937. Se unió al Fatah, la más grande de las organizaciones políticas y militares que apoyan Organización de Liberación de Palestina, en 1968.  Como banquero,  utilizó su experiencia durante los años setenta como director de la rama de inversión extranjera del PLO y director-general de la rama económica del OLP, ayudando a la organización a ser una de los mayores empleadores del Líbano. Acompañó a Yasser Arafat a Túnez después de que el OLP fuese forzado a dejar el Líbano.  Como muchos dirigentes de alto rango murieron, Qurei aumentó a prominencia y fue elegido al Fatah Comité Central en agosto de 1989.
Como miembro del Comité Central, Qurei era instrumental en negociar los Acuerdos de Oslo. Más tarde, en Campamento David (del 11 al 25 de julio de 2000),  participó en las negociaciones con Ehud Barak. Ocupó varios cargos en los primeros gabinetes de la Autoridad palestina que incluyen el ministro de Comercio & de Economía y Ministro de industria. Fue también responsable para un plan de desarrollo para los territorios palestinos presentaros al Banco Mundial en 1993.  Él también fundó y se convirtió en el director del Consejo Económico palestino para el Desarrollo y la Reconstrucción (PECDAR) en 1993 para ayudar graneros con dinero de donantes internacionales. Poco después, fue elegido al OLP y fue elegido vocero en marzo del 2000.

## Primer ministro
Después de la renuncia del primer ministro palestino Mahmud Abbas (Abu Mazen) el 6 de septiembre de 2003, Qurei pasó a ser el vocero del Consejo Legislativo palestino a primer ministro interino. El presidente de la Autoridad palestina Yasser Arafat nombró a Qurei para el cargo de primer ministro. Qurei aceptó el nombramiento para el cargo de PM en un "gobierno de emergencia" el 10 de septiembre. Al día siguiente, el gobierno israelí, aparentemente en respuesta a los bombardeos dos días antes, emitieron una declaración, anunciando la decisión que Presidente Arafat sería "borrada" Qurei decidió a aquel para formar un gobierno completado, en vez de uno recortado.
Qurei no podría formar un gabinete nuevo debido a una disputa con Arafat sobre la elección de un ministro de interior. Dijo que sólo aceptaría la posición si tenía garantías de que Israel cumpliría con sus obligaciones bajo la hoja de ruta para el proceso de paz. Israel no cumplió el proceso y los Estados Unidos no hizo lo suficiente para garantizar el cumplimiento de Israel hacia la paz, junto con la falta de apoyo interno, había sido motivos para que Abbas renunciase.
El 5 de octubre de 2003, Qurei fue nombrado Primer ministro por un decreto de emergencia y una emergencia de ocho miembros el gabinete como jurado el 7 de octubre, pero ya el 12 de octubre,  amenazó con su dimisión debido a una disputa con Arafat sobre el control de los Servicios de Seguridad palestinos. Mientras el comité central Fatah había acordado el Gabinete de emergencia con Qurei como primer ministro interino, el parlamento Fatah dominado rechazó aprobar un voto de confianza. El plazo del gabinete de emergencia expiró el 4 de noviembre y Qurei declaró que fue dispuesto de dirigir un nuevo gabinete proporcionando que el apoyo del parlamento podría ser obtenido. El 12 de noviembre, el PLC aprobó un gobierno de 24 miembros.
El 17 de julio de 2004,  presentó su renuncia en medio de la Franja de Gaza. Oficinas de la autoridad palestina en Gaza fue incendiada, y los hombres armados secuestraron brevemente a 4 trabajadores de ayuda francesa, el jefe policial y otro oficial, reclamando reformas. Arafat rechazó aceptar la renuncia de Qurei. Arafat y Qurei discutido en Qurei demanda para más autoridad en reestructurar las fuerzas de seguridad para reducir la agitación creciente. Arafat decretó estado de emergencia en Gaza. El 27 de julio, Arafat y Qurei celebraron una conferencia de prensa después de lograr un acuerdo en una reunión de gabinete. Qurei había retractado su renuncia.
Después de la muerte de Arafat y la victoria subsiguiente de Mahmoud Abbas en la elección presidencial palestina de 2005, a Qurei se le preguntó para continuar en su puesto y formar un nuevo gabinete. Debido a repitió las demandas por los oficiales de Fatah y los miembros del PLC para hacer el nuevo gabinete más reformista, el voto de confianza fue retrasado repetidamente. Fue finalmente pasado el 24 de febrero de 2005 después de que Qurei revisado la lista de ministros para acomodar estas demandas.
El 15 de diciembre de 2005 Qurei dimitió brevemente su cargo de primer ministro para ocupar un escaño en el Parlamento palestino, pero regresó a su cargo nueve días después, decidiendo no postularse. El 26 de enero de 2006 Qurei anunció su intención para dimitir que sigue la derrota de Fatah por Hamás en las elecciones parlamentarias. En la petición de Presidente de la Autoridad Nacional Palestina, Mahmud Abbas, Qurei mantuvo el cargo con carácter interino hasta que un sucesor fuese nombrado.

## Vida posterior
En 2004 Qurei dijo que si Israel no lograra un acuerdo con los palestinos, los palestinos perseguirían un solo estado binacional. En 2012, en un artículo del diario Al-Quds Al-Arabi, Ahmed Qurei pidió a los palestinos reconsiderar un solo territorio como solución. Culpa a Israel por "enterrar" o "decapitar" la bi-solución estatal aun con la construcción de asentamientos.

## Trabajos (lista parcial)
- Más allá Oslo, La Lucha por Palestine: Dentro del Proceso de Paz del Oriente Medio del fallecimiento de Rabin para Camp David (I. B. Tauris, 2008) Libro de memorias políticas.